# Feusi Bildungszentrum
Die Feusi Bildungszentrum AG ist eine private Schweizer Bildungsgruppe mit Schulstandorten in Bern, Muri-Gümligen und Solothurn. Im Jahr 1952 wurde sie als private Sekundarschule in Bern vom Ehepaar Anton und Lilly Feusi gegründet. Die Privatschule betreibt Bildungseinrichtungen von Kindertagesstätten bis zur Fachhochschule. Zudem betreibt Feusi eine der grössten Sportschulen der Schweiz.

## Geschichte
Den Grundstein für das heutige Feusi Bildungszentrum legten Anton und Lilly Feusi am 1. April 1952. Beide waren zuvor am Humboldtianum als Lehrer tätig und machten sich mit der Eröffnung ihrer Privatschule selbstständig. Die Schule begann mit einer Sekundar- und einer Gymnasialabteilung und wurde später durch Technikumsvorbereitungskurse erweitert. 1958 kam das Berner Abendgymnasium hinzu das einen zweiten Bildungsweg zu einem Universitätsstudium anbietet.
Im Jahr 1964 übernahmen Edwin Granelli und Fred Haenssler die Schule. Der Kauf wurde in Form einer lebenslänglichen Rente für das Ehepaar Feusi finanziert. Edwin Granelli leitete bis 1975 die Sekundarschule, war anschliessend Mitglied des Verwaltungsrates und verantwortlich für die Immobilien der Schule. Fred Haenssler übernahm bis 1975 die Leitung des Gymnasiums und später jene des Gesamtunternehmens.
Mit dem Ziel, alle Ausbildungen an einem Standort anbieten zu können, musste ein Grundstück gefunden werden, auf welchem ein neues grosses Schulgebäude realisiert werden konnte. Nach einer einjährigen Bauphase zog die Schule im Jahr 1975 mit ihren damals rund 1000 Schülerinnen und Schüler in den Neubau an der Alpeneggstrasse 1, nahe des Berner Bahnhofs ein. Vorher war die Schule auf mehrere Standorte verteilt.
Im Jahr 1989 übernahm Feusi eine Privatschule in Solothurn, das Institut Jura, von der Familie Rosetti. Sie wurde am bestehenden Standort weitergeführt und das Angebot wird ständig ausgebaut. Derzeit bietet das Feusi Bildungszentrum Solothurn Aus- und Weiterbildungen vom 10. Schuljahr bis zu HF-Lehrgängen an.
Als kantonale Fachhochschulen ins Leben gerufen wurden, erkannte die Geschäftsführung der Feusi das Potenzial, mit einem privaten Angebot auf diesem Markt präsent zu werden. Im Jahr 1997 gründeten sie die damals einzige private Hochschule mit eidgenössischer FH-Anerkennung, die Private Hochschule Wirtschaft PHW Bern.
Ab Januar 2002 übernahm Sandra von May-Granelli, Tochter des bisherigen Co-Inhabers Edwin Granelli, im Zuge der Nachfolgeregelung einerseits die Aktienanteile ihrer Familie an der Feusi Holding AG sowie auch das Aktienpaket der Familie Haenssler. Gleichzeitig übernahm sie ebenfalls die operative Leitung der Feusi Gruppe.
Mit der Übernahme der Preschool Da Vinci im Jahr 2007 wurde das Angebot der Feusi auf den Vorschulbereich ausgeweitet. Im Jahr 2012 wurde das Angebot am neuen Standort Jubiläumsstrasse komplett durchgängig. Nebst einer Kita und einer Preschool wurde nun auch ein Kindergarten und eine Primarschule angeboten. Zum 60-jährigen Jubiläum der Feusi im Jahr 2012 gratulierte der damalige Erziehungsdirektor und Regierungspräsident Bernhard Pulver, dass die Feusi «eine der bedeutendsten privaten Bildungsinstitutionen der Schweiz geworden sei.» Im Sommer 2017 zogen die Bereiche Kita, Preschool, Kindergarten und Primarschule an die Mattenstrasse 2 beim Bahnhof Gümligen.

## Standorte

### Bern-Wankdorf

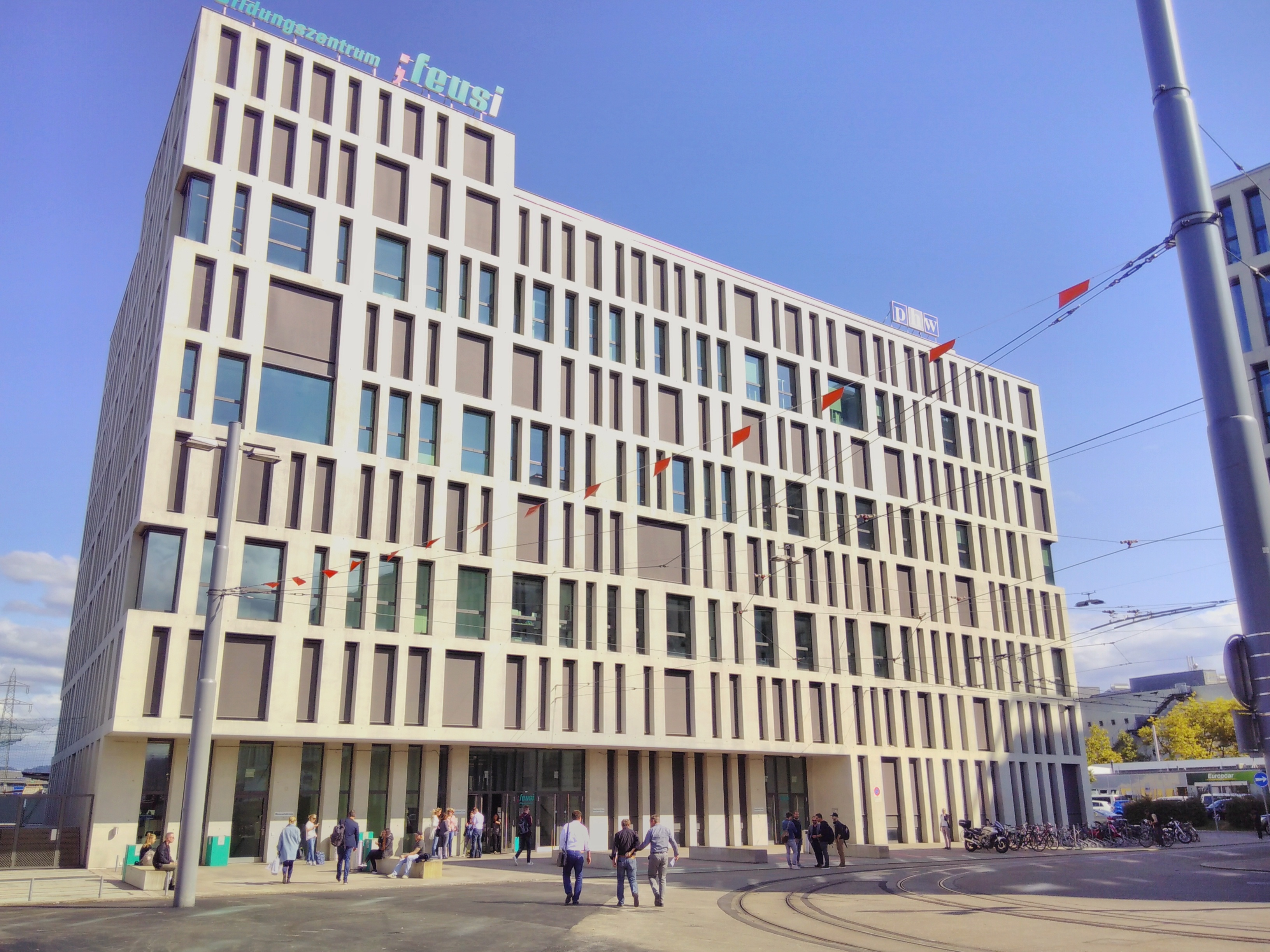
Hauptsitz des Feusi Bildungszentrums beim Bahnhof Bern-Wankdorf

Das Feusi Bildungszentrum hat seine Wurzel in Bern. Nach verschiedenen Standorten in der Stadt, bezog man nach drei Jahren Bauzeit im Sommer 2008 den Neubau unmittelbar am Bahnhof Bern-Wankdorf. Das ikonische Gebäude mit dem Namen Domino wurde vom Architekturbüro Büro B, Architekten und Planer AG aus Bern entworfen und ist der Hauptsitz der Schulgruppe.

### Muri-Gümligen
Seit dem Sommer 2017 befinden sich die Bereiche Kita, Preschool, Kindergarten und Primarschule im ehemaligen Gebäude der International School of Berne an der Mattenstrasse 2 beim Bahnhof und der Tramhaltestelle in Gümligen.

### Solothurn
Das Feusi Bildungszentrum Solothurn befindet sich an der Sandmattstrasse 1 hinter dem Bahnhof von Solothurn.

### Klick-Schule
Klick befindet sich an der Jubiläumsstrasse 95 in Bern.

### Ehemalige Standorte
Bevor um die Jahrtausendwende eine Zentralisierung hin zum Standort Bern stattfand, existierten auch Standorte in den Schweizer Städten Biel, Thun, Interlaken und Olten. Während des Schuljahres 2016/2017 blieb der Versuch, mit einem Standort Luzern starten zu können, erfolglos.

## Gönnerverein
Vor allem ehemalige Schülerinnen und Schüler der Feusi sind Mitglieder des Feusi Gönnervereins. Dieser wurde 2013 ins Leben gerufen, um bestimmte Projekte finanziell zu unterstützen. Präsidiert ist Markus Meyer. Bekanntestes Vorstandsmitglied ist der Schweizer Schriftsteller Pedro Lenz, der früher selbst an der Feusi zur Schule ging.

## Bekannte ehemalige Schülerinnen und Schüler
Seit der Gründung im Jahr 1952 besuchten mehr als 150'000 Schülerinnen und Schüler (Stand 2018) die Feusi.
Darunter befinden sich auch einige bekannte Namen, welche am Standort Bern-Wankdorf an einer «Wall of Fame» im 2. UG mit Porträt aufgeführt werden. Dazu zählen unter anderem:
- Alexandra Hasler (* 1997), Snowboarderin
- Alisha Lehmann (* 1999), Fussballspielerin
- Anita Weyermann (* 1977), Mittel- und Langstreckenläuferin
- Basil Luginbühl (* 1960), Künstler
- Corinne Schmidhauser (* 1964), ehemalige Skirennfahrerin; Politikerin; Sportfunktionärin (Präsidentin Antidoping Schweiz[9]); Leiterin Feusi Sportschulen
- Daniel Küng (* 1952), Manager
- Florent Hadergjonaj (* 1994), Fussballspieler
- Joël Vermin (* 1992), Eishockeyspieler
- Mark Streit (* 1977), Eishockeyspieler
- M. S. Bastian, eigentlich Marcel Sollberger (* 1963), Künstler
- Martin Steinegger (* 1972), Eishockeyspieler
- Nicole Loeb (* 1967), Delegierte Verwaltungsrat, LOEB AG
- Pedro Lenz (* 1965), Schriftsteller
- Philippe Furrer (* 1985), Eishockeyspieler
- Rahel Frey (* 1986), Automobilrennfahrerin
- Fabian Rieder (* 2002), Fussballspieler
- Roman Josi (* 1990), Eishockeyspieler
- Sandro Lauper (* 1996), Fussballspieler
- Sepp Zellweger (* 1963), Kunstturner
- Tamy Glauser (* 1985), Model

## Varia
Die Feusi Bildungszentrum AG ist seit März 2012 eduQua-zertifiziert. Das eduQua-Label der Schweizerischen Vereinigung für Qualitäts- und Management-Systeme SQS bescheinigt, dass die Anforderungen an das Qualitätsmanagement im Bereich Weiterbildung erfüllt werden.
Im Jahr 2010 erhielt die Feusi einen Award als einer der Top-25-Arbeitgeber der Schweiz.
Aus der Feusi heraus entstand im Jahr 2007 das Medi, welches im benachbarten Gebäude am Max-Daetwyler-Platz beheimatet ist. Dieses Zentrum für medizinische Bildung ist als private Stiftung organisiert und vereint 6 Bildungsgänge auf Stufe Höhere Fachschule im medizinisch-technischen und medizinisch-therapeutischen Bereich. Sandra von May-Granelli amtet dort als Stiftungsratspräsidentin.